# Niggas in Paris
Niggas in Paris – czwarty singel amerykańskich raperów Jay-Z i Kanye Westa z ich pierwszego wspólnego albumu Watch the Throne. Został wysłany do radia 13 września 2011 roku. Utwór zadebiutował na 75 miejscu listy Billboard Hot 100 w pierwszym tygodniu po wydaniu albumu. 